# Mohammad Reza Nawaji
Mohammad Reza Nawaji (pers. محمدرضا نوايى; ur. 1 grudnia 1948 w Teheranie, zm. 3 sierpnia 2020 tamże
) – irański zapaśnik w stylu wolnym. Olimpijczyk z Montrealu 1976, gdzie odpadł w eliminacjach w wadze 62 kg.
Zdobył brązowe medale na mistrzostwach świata w 1973 i 1978, a także na igrzyskach azjatyckich w 1974. Wicemistrz uniwersjady w 1973 roku.